# Мідна промисловість Чилі
Чилі має високорозвинену мідну промисловість і продовжує займати провідне місце у світі з видобутку міді.

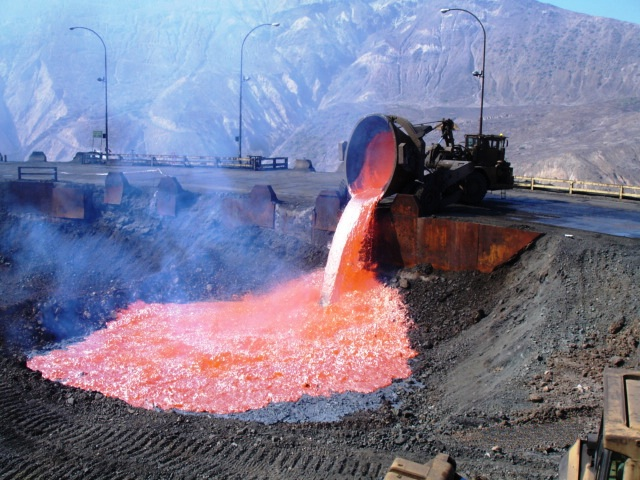
Мідні копальні і мідеплавильне виробництво El Teniente в Мачалі (Machalí), що в провінції Качапоаль

Протягом 1990-х років Чилі займала провідне місце у світі з видобутку міді, випереджаючи Сполучені Штати, Канаду, Замбію і Заїр. На частку Чилі припадає близько 30 % природних світових ресурсів міді. Країна постачає ¼ світового видобутку Cu в руді. Протягом 1969—1998 рр. видобуток її збільшився від 667 тис. т до 3,76 млн т, а у 1999 р. виробництво міді в Чилі досягло рекордної величини, 4,434 млн т (+18 % до 1998). При цьому видобуток Au у 1998 досяг 50 т і Ag — 1160 т. За останні 30 років відкриті 22 нові родовища мідної руди із 124 млн т Cu, а також 18 родовищ благородних металів, що містять понад 1760 т Au і 13,8 тис. т Ag. З них на 8-ми мідних і 13-ти золото-срібних родовищах почалися гірничі роботи. Найбільший рудник — Escondida, на якому за 1990—1998 рр. видобули 4 млн т Cu в руді, 27 т Au і 547 т Ag.
За оцінкою Геологічної служби США в 2000 р. (в дужках дані за 1999 р.) Чилі видобуто 4564(4383) тис. т Cu в руді (1-е місце), за той же час у світі — 13,082(12,6) млн т. Темпи зростання видобутку і виробництва міді в Чилі на межі XX-XXI ст. найбільші у світі. У період з 1991 по 2000 рр. виробництво сирої міді в Чилі зросло в 2,8 раза, з 1634,4 до 4603 тис. т на рік. У перші роки XXI ст. Чилі продовжує розвідку і активне освоєння нових міднорудних об'єктів. Це пояснюється наявністю в країні унікальних запасів міді, відносно високим вмістом металу в рудах, новою прогресивною технологією SX-EW (рідинна екстракція — електроліз), що дозволяє значно знизити витрати на вилучення міді. Ведуться дослідження з використання для добування міді мікроорганізмів. Мідь експортується в осн. в Японію, Францію, ФРН, Бразилію.
Наприкінці XX ст.(1998) виробництво Cu у всіх формах (в дужках прогноз на 2003 р.) становило (в тис. т): в рудах і концентратах 3691, всього 3843 (2909), в тому числі на підприємствах Andacollo 21 (20); Atacama-Kozan немає (25); Cerro Colorado 75 (100); компанії Codelco 1405 (немає); Collahuasi 71 (400); Disputada 216 (207); El Abra 200 (225); El Indio 31 (немає); El Pachon немає (75); Enami 297 (200); Escondida 868 (970); Ivan-Zr 10 (немає); La Candelaria 220 (немає); Lomas Bayas 14 (60); Los Pelambres 9 (260); Manto Verde 48 (41); Mantos Blancos 93 (77); Michilla 58 (60); Quebrada Blanca 72 (75); Spence немає (140); Tesoro-Leonor немає (75); Zaldivar 135 (124) (Mining J. — 1999. — Annual Rev.). За даними International Copper Study Group (ICSG) в Чилі в найближчі роки стане до ладу мідний рудник Тесоро.
У 2002 р плани по міді збільшилися: в 2003 р. Чилі планує видобути 5,1 млн т міді проти 4,6 млн т в 2002 р. Дві найбільші мідновидобувні компанії в Чилі: державна Codelco і англо-австралійська група ВНР Billion. Річне виробництво компанії Codelco в 2002 р. становило 1,52 млн т міді (на 120 тис. т менше запланованого). У цю сумарну кількість не входить мідь, видобута на руднику компанії Phelps Dodge Corp. Ель-Абра (El Abra) потужністю 225 тис. т рудникової міді, в якому Codelco має 49 %. Компанія Codelco в 2003 р. планує збільшити видобуток міді на 8 %, до 1,65 млн т. (Metal Bulletin Monthly: Copper Supplement. 2003).
Очікується, що до 2003 р. на семи мідеплавильних підприємствах, що є в Чилі, обсяг виробництва збільшиться на 25 % (до 2000). Основними проектами, де мається намір отримати нову продукцію є EI Tesoro, Fortuna de Cobre (800 млн т руди), Spence (400 млн т з середнім вмістом 1 % Cu), Antucoya (300 млн т з середнім вмістом 1,3 % Cu), Atacama-Kozan, Radomiro Tomic and EI Teniete, Escondida IY, Gaby. У 2000 завершений технічний проект розробки родовища Cerro Casale. Запаси родовища — 1035 млн т при вмісті 0,26 % Cu, 0,69 г/т Au [Mining Mag. — 2000. — 182, 4. — Р. 209—210, 212].
На частку Codelco (Corporacion Nacional del Cobre de Chile) в 2000 р. припадало 35 % виробництва сирої міді в країні і 14-16 % — у світі. Компанія Codelco будує плани з розширення своїх підприємств, щоб подвоїти капіталізацію (market capitalisation), довівши її до 18 млрд дол. Зокрема, компанія має намір до 2006 р. збільшити видобуток на своїх підприємствах до 2,1 млрд т міді проти 1,7 млрд т в 2001 р. Два флагманських підприємства компанії Codelco — рудники Теньєнте і Чукікамата (відповідно, підземний і відкритий).
Виробництво підземного рудника Теньєнте, який знаходиться в центральному Регіоні VI, за 90 км півд.-східніше м. Сантьяго, в 2003 р. буде збільшено на 25 %, до 419 тис. т проти 355 тис. т в 2001 р. і 335 тис. т в 2002 р., коли воно скорочувалося через низькі ціни на мідь. До 2004 р. потужності підприємства зростуть до 480 тис. т міді на рік. На Теньєнте освоюється нова підземна дільниця Дьябло-Реджіменто (Diablo Regimiento) з доведеними запасами 98,9 млн т сульфідної руди із вмістом міді 0,94 %, що достатньо для відробки до 2022 р. До 2011 р. видобуток становитиме 28 тис. т/добу (Mining Magazine. 2003. V.188). Один з перспективних проектів Codelco — проект «Ґабі» (Caby Sur) — освоєння однойменного мідного родовища з окисненими рудами на півночі країни. Вартість проекту — 600 млн дол. На родовищі Ґабі укладено 541 млн т підтверджених запасів руди із вмістом міді 0,44-0,54 %. Воно буде розроблятися відкритим способом з використанням технології SX/EW. За проектом передбачається починаючи з 2005 р. виробляти 170 тис. т мідних катодів на рік. Експлуатувати рудник передбачається в три етапи. У період з 2005 по 2008 рр. буде перероблятися щорічно 30,6 млн т руди, в 2009—2011 рр. — по 40,3 млн т, в 2012—2017 — по 51 млн т на рік.
Привертає увагу те, що у Чилі активно зростає виробництво екстракційної міді (технологія SX/EW)- більш ніж 20 % на рік. У різних регіонах країни працює понад 20 установок SX-EW. Найбільші з них (в дужках річна потужність, тис. т): Ель-Абра (225), Чукікамата (190), Радоміро-Томік (150). На рудниках Салдівар, Ескондіда і Серро-Колорадо (Панама) потужності установок становить 100 і більше тис. тонн.
Виробництво на мідеплавильному заводі Калетонес (Caletones) планується підвищити з 1250 до 1440 тис. т концентратів і з 380 до 435 тис. т чорнової міді на рік. Повністю розширення заводу буде завершене в кінці 2004 р.
На найбільшому у світі руднику Ескондіда (Escondida), що запущений в експлуатацію в 1990 р. і належить компаніям BHP (Австралія, 57,5 %), Rio Tinto (Велика Британія, 30 %), консорціуму японських фірм Japan Escondida Corp. (10 %) й International Finance Corp. (2,5 %), в 1999 р. виробництво рудникової міді становило 958,5 тис. т; вміст міді в руді при цьому знизився з 2,75 % до 1,84 %. У 2002 р. виробництво рудникової міді становило 760 тис. т (на 160 тис. т. менше запланованого). Такий же видобуток заплановано й на 2003 р., хоча потужність рудника збільшується внаслідок завершення IV стадії його будівництва до 1,25 млн т міді на рік. Фактичне виробництво рудникової міді на Ескондіді в 2003 р. не перевищить 1,05 млн т, оскільки будуть перероблятися бідні руди.